# Minervaplein
Het Minervaplein is een plein in stadsdeel Zuid in Amsterdam. Het plein is vernoemd naar Minerva, de Romeinse godin van het verstand en de geest.

## Ligging
Het Minervaplein wordt van oost naar west doorkruist door de Stadionweg. De huizen aan het plein liggen dieper naar achter dan de huizen aan de Stadionweg, waardoor het 'plein-effect' wordt gecreëerd. Aan de oostzijde van het plein bevindt zich de Beethovenstraat en aan de westelijke zijde het Olympiaplein.
Van noord naar zuid wordt het plein doorkruist door de brede Minervalaan. Het Minervaplein sluit vooral aan bij de Minervalaan door o.m. gazons en beplanting en veel minder bij de Stadionweg. Dit wordt in de hand gewerkt doordat vanaf de Stadionweg de toegangen tot het plein aanzienlijk zijn versmald door de bebouwing van het plein aan weerszijden vier meter over het trottoir te doen uitstrekken. Dit betreft de eerste en hogere verdiepingen, niet de begane grond, zodat voetgangers onder de uitstekende bebouwing doorlopen. De Stadionweg lijkt hierdoor evenwel ineens tweemaal vier meter smaller te worden, totaal dus ineens acht meter smaller, alvorens in het tientallen meters brede Minervaplein op te gaan.

## Karakter

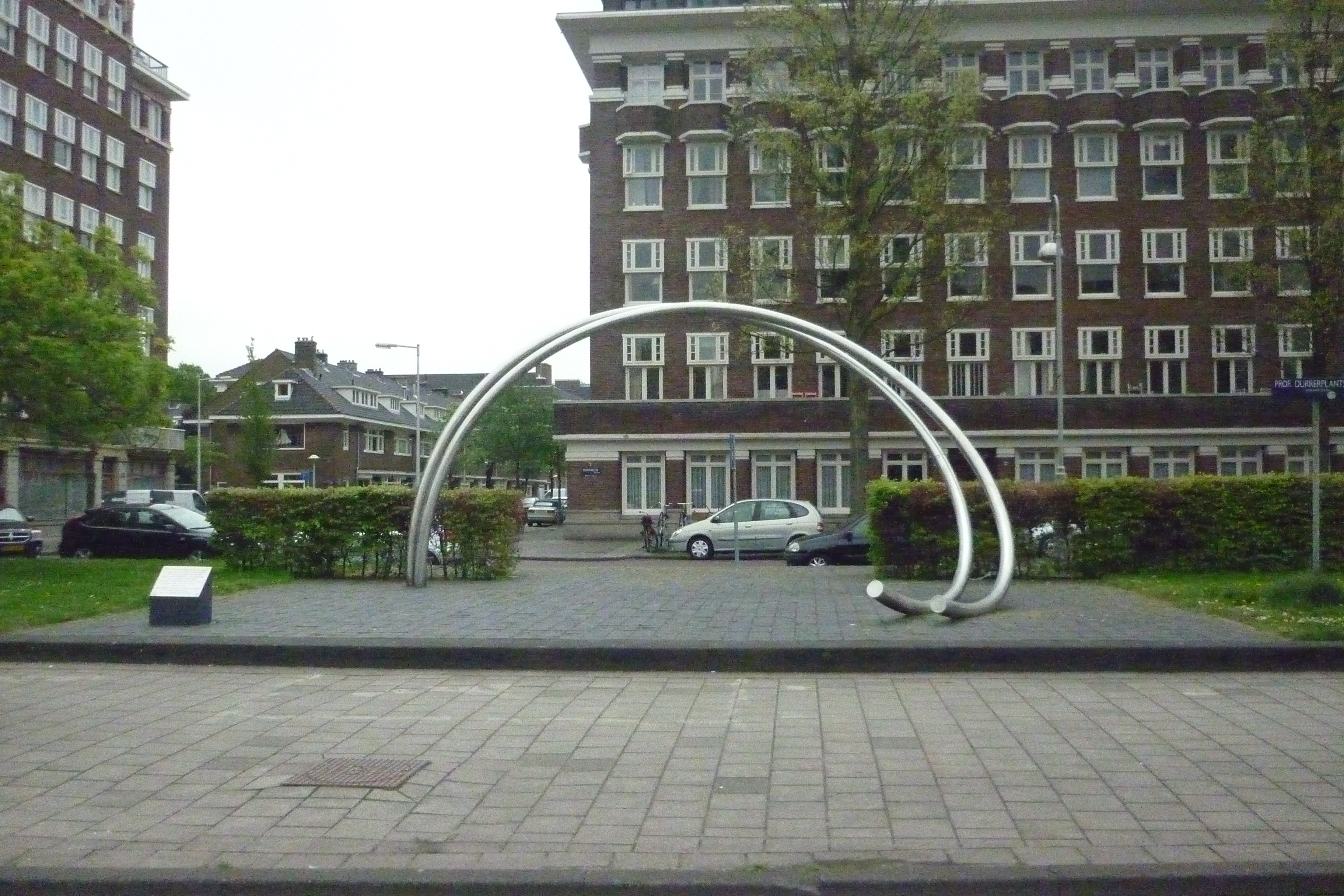
Gedenkteken Prof. Dr. Dirk Durrer

Het Minervaplein heeft vooral een woonfunctie. Het plein bestaat uit acht grote blokken gebouwd in de classicistische stijl van de Amsterdamse School. De twee koppen aan de noordzijde van het plein zijn rijksmonumenten, terwijl de overige zes koppen gemeentelijke monumenten zijn (vijf van de zes sedert eind 2012; de kop aan de noordoostzijde was al langer gemeentelijk monument).
Bij de toekenning van de status van gemeentelijk monument aan de resterende vijf koppen eind 2012 heeft een rol gespeeld dat zo de aanliggende bebouwing van het Minervaplein in het geheel monumentale status verkreeg; het plein werd volledig omsloten. Opgemerkt werd: "Dit plein met de aanliggende bebouwing is zo groots en monumentaal ontworpen (in samenhang met de as van de Minervalaan), dat het uniek is in Nederland."
De begane grond van de twee woonblokken aan de noordzijde van het plein heeft geen commerciële bestemming. Die van de overige zes woonblokken wordt grotendeels ingenomen door kantoren en winkels. Ambulante handel vindt plaats vanuit twee solitaire standplaatsen (beide bloemen, zeven dagen in de week) èn bijeen op een kleinschalige warenmarkt (biologische producten, alleen vrijdag).
Het plantsoentje in de zuidoostelijke hoek van het plein verkreeg in op 16 april 1986 de benaming Professor Durrerplantsoen, naar de Amsterdamse cardioloog Dirk Durrer. Hier staat ook het Gedenkteken Prof. Dr. Dirk Durrer, dat door prinses Juliana op 28 mei 1986 werd onthuld.

## Verscholen kunst

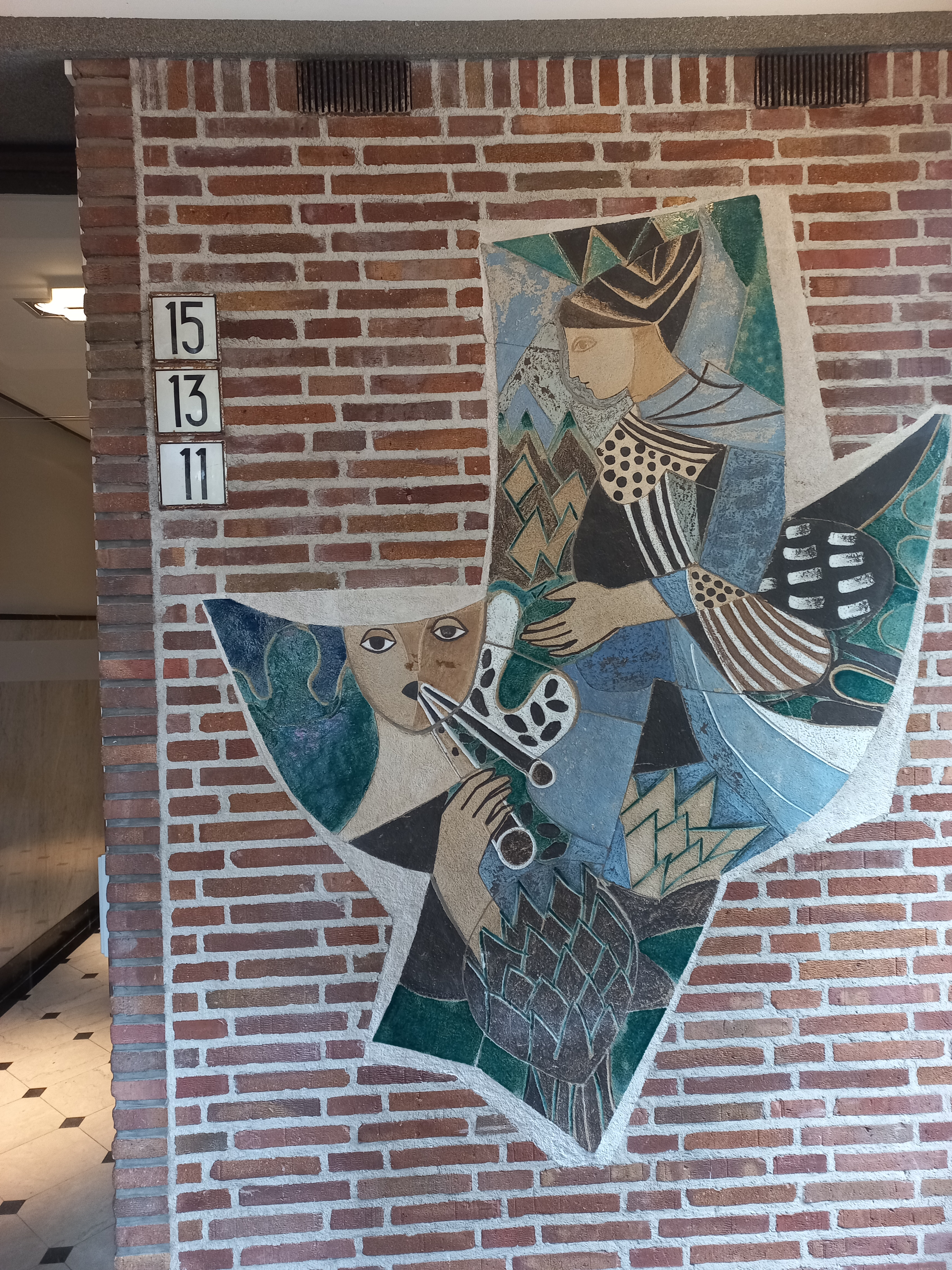
Tableau (juni 2024)

Aan het plein nr 9-15 is gevestigd het Muzenhof van architecten J.F. Berghoef en Cornelis Blaauw. Het gebouw werd omstreeks 1956 opgeleverd met een ingang aldaar in de vorm van een overdekte doch openbaar toegankelijke portiek. Die constructie bleek in later jaren niet houdbaar vanwege vandalisme en wildplassen. In die portiek werd bij de bouw een baksteen beeldhouwwerk dan wel tegeltableau gezet. De kennis over dat kunstwerk ging in de loop der jaren verloren, waardoor er in 2024 een oproep plaatsvond in Wijkkrant voor Amsterdam-Zuid of er iemand nog kennis had van dit tableau, dat zich dan achter een “normale voordeur” bevindt. . 

## Openbaar vervoer
Midden op het plein zijn twee haltes elk in één richting. Sinds 1929 rijdt tramlijn 24 over het Minervaplein.

## Trivia
Vanwege zijn schoonheid wordt het plein vaak gebruikt voor tv-opnames en reclamespotjes voor tv.